# Мухаммед аль-Гаді
Мухаммед аль-Гаді (араб. الهادي محمد بن المتوكل; помер 10 січня 1844) — імам Ємену, син імама Ахмада аль-Мутаваккіля.